# Ruellia woolstonii
Ruellia woolstonii là một loài thực vật có hoa trong họ Ô rô. Loài này được C. Ezcurra miêu tả khoa học đầu tiên năm 1998.